# Persone di nome Giuseppe/Generali
| Questa pagina contiene informazioni ricavate automaticamente dalle voci biografiche con l'ausilio del template Bio e di un bot. L'aggiornamento è periodico e automatico e ricostruisce completamente la pagina. Se manca una persona in questa lista, sei pregato di non aggiungerla, ma accertati piuttosto che la sua voce biografica contenga il template Bio e che i dati anagrafici siano correttamente compilati. Se il template Bio manca, inseriscilo tu stesso o, in alternativa, metti l'avviso {{tmp\|Bio}} che ne segnala la mancanza. Se i dati riportati sono sbagliati, correggi direttamente la voce biografica; le modifiche saranno visibili in questa lista entro pochi giorni. Per chiarimenti vedi il progetto antroponimi. La lista contiene solo le 91 persone che sono citate nell'enciclopedia e per le quali è stato implementato correttamente il template Bio. Pagina aggiornata al 6 mag 2025. |

Questa è una lista di persone presenti nell'enciclopedia che hanno il nome Giuseppe e sono generali.

## A(7)
- Giuseppe Aloia, generale e partigiano italiano (Castelforte, n. 1905 - Roma, † 1980)
- Giuseppe Amico, generale italiano (Capua, n. 1890 - Slano, † 1943)
- Giuseppe Andreoli, generale italiano (Milano, n. 1892 - Kuźnica Żelichowska, † 1945)
- Giuseppe Angelino, generale italiano (Envie, n. 1816 - Envie, † 1901)
- Giuseppe Arimondi, generale italiano (Savigliano, n. 1846 - Adua, † 1896)
- Giuseppe Mario Asinari Rossillon, generale e politico italiano (Pinerolo, n. 1874 - Roma, † 1943)
- Giuseppe Avezzana, generale e politico italiano (Chieri, n. 1797 - Roma, † 1879)

## B(4)
- Giuseppe Bellocchio, generale e partigiano italiano (Bobbio, n. 1889 - Bobbio, † 1966)
- Giuseppe Bernardis, generale e aviatore italiano (Porcia, n. 1948)
- Giuseppe Biron, generale e aviatore italiano (Legnago, n. 1914 - Treviso, † 2011)
- Giuseppe Boriani, generale e politico italiano (Caorso, n. 1868 - Roma, † 1943)

## C(6)
- Giuseppe Castellano, generale italiano (Prato, n. 1893 - Porretta Terme, † 1977)
- Giuseppe Ciancio, generale italiano (Piazza Armerina, n. 1858 - Albano, † 1932)
- Giuseppe Cismondi, generale italiano (Busca, n. 1929 - Udine, † 2016)
- Giuseppe Cremascoli, generale italiano (Lanciano, n. 1883 - Tripoli, † 1941)
- Angelo Crotti di Costigliole, generale italiano (Saluzzo, n. 1774 - Torino, † 1861)
- Giuseppe Cucchi, generale italiano (Ancona, n. 1940)

## D(11)
- Giuseppe Dabormida, generale e politico italiano (Verrua Savoia, n. 1799 - Buriasco, † 1869)
- Giuseppe Daodice, generale italiano (Dalmine, n. 1882 - Bergamo, † 1952)
- Giuseppe De Stefanis, generale italiano (La Spezia, n. 1885 - Roma, † 1965)
- Giuseppe Del Rosso, generale italiano (Cava de' Tirreni, n. 1849 - Roma, † 1915)
- Giuseppe Della Noce, generale italiano (Pavia, n. 1846 - Firenze, † 1935)
- Giuseppe Dezza, generale, politico e patriota italiano (Melegnano, n. 1830 - Milano, † 1898)
- Giuseppe Di Brocchetti, generale e politico italiano (n. 1772 - Napoli, † 1845)
- Giuseppe Maria de Gerbaix, generale italiano (Chambéry, n. 1784 - Torino, † 1863)
- Giuseppe D'Agostinis, generale e aviatore italiano (Cervignano del Friuli, n. 1910 - Roma, † 1988)
- Giuseppe d'Havet, generale italiano (Firenze, n. 1861 - Roma, † 1929)
- Giuseppe Francesco de Varax, generale e politico italiano (Grésy-sur-Aix, n. 1746 - Torino, † 1830)

## F(3)
- Giuseppe Falugi, generale italiano (Chianni, n. 1886 - Roma, † 1962)
- Giuseppe Francesco Ferrari, generale italiano (Lerici, n. 1865 - Lerici, † 1943)
- Giuseppe Fonseca Chavez, generale italiano (Napoli, n. 1742 - Napoli, † 1808)

## G(8)
- Giuseppe Maria Galleani, generale e politico italiano (Saluzzo, n. 1762 - Torino, † 1838)
- Peppino Garibaldi, generale e agente segreto italiano (South Yarra, n. 1879 - Roma, † 1950)
- Giuseppe Garibaldi, generale, politico e patriota italiano (Nizza, n. 1807 - Caprera, † 1882)
- Giuseppe Ippolito Gerbaix de Sonnaz d'Habères, generale italiano (Thonon-les-Bains, n. 1744 - † 1827)
- Giuseppe Ghio, generale italiano (Palermo, n. 1818 - Napoli, † 1875)
- Giuseppe Carlo Luigi d'Asburgo-Lorena, generale (Bratislava, n. 1833 - Fiume, † 1905)
- Giuseppe Governale, generale italiano (Palermo, n. 1959)
- Giuseppe Govone, generale, politico e agente segreto italiano (Isola d'Asti, n. 1825 - Alba, † 1872)

## I(1)
- Giuseppe Izzo, generale italiano (Presicce, n. 1904 - Roma, † 1983)

## L(2)
- Giuseppe Lahoz Ortiz, generale italiano (Mantova, n. 1766 - Ancona, † 1799)
- Giuseppe Lechi, generale, rivoluzionario e patriota italiano (Aspes, n. 1766 - Brescia, † 1836)

## M(8)
- Giuseppe Maceratini, generale e aviatore italiano (Fano, n. 1894)
- Giuseppe Antonio Maria Michele Mainoni, generale italiano (Lugano, n. 1754 - Mantova, † 1807)
- Giuseppe Mancinelli, generale italiano (Urbino, n. 1895 - Roma, † 1976)
- Giuseppe Manni, generale italiano (Orte, n. 1881 - Roma, † 1952)
- Giuseppe Micheli, generale e ingegnere italiano (Livorno, n. 1823 - Castellammare di Stabia, † 1883)
- Giuseppe Molinero, generale italiano (Ceva, n. 1884)
- Giuseppe Maria Montiglio di Ottiglio e Villanova, generale e politico italiano (Casale Monferrato, n. 1768 - † 1840)
- Giuseppe Musinu, generale italiano (Thiesi, n. 1891 - Thiesi, † 1992)

## O(1)
- Giuseppe Ottolenghi, generale e politico italiano (Sabbioneta, n. 1838 - Torino, † 1904)

## P(14)
- Giuseppe Pafundi, generale italiano (Pietragalla, n. 1883 - Roma, † 1969)
- Giuseppe Federico Palombini, generale italiano (Roma, n. 1774 - Grochowice, † 1850)
- Giuseppe Paolini, generale italiano (Popoli, n. 1861 - Gorizia, † 1924)
- Giuseppe Passalacqua, generale italiano (Tortona, n. 1794 - Novara, † 1849)
- Giuseppe Pavone, generale italiano (Potenza, n. 1876 - Padova, † 1944)
- Giuseppe Pennella, generale italiano (Rionero in Vulture, n. 1864 - Firenze, † 1925)
- Giuseppe Perotti, generale, ingegnere e partigiano italiano (Torino, n. 1895 - Torino, † 1944)
- Giuseppe Perrucchetti, generale italiano (Cassano d'Adda, n. 1839 - Cuorgnè, † 1916)
- Giuseppe Pesce, generale, aviatore e scrittore italiano (Alessandria, n. 1920 - Orte, † 2009)
- Giuseppe Salvatore Pianell, generale e politico italiano (Palermo, n. 1818 - Verona, † 1892)
- Benedetto Piossasco di None, generale italiano (Torino, n. 1741 - Torino, † 1822)
- Giuseppe Pizzorno, generale italiano (Cagliari, n. 1891 - Roma, † 1980)
- Giuseppe Pièche, generale e agente segreto italiano (Firenze, n. 1886 - Velletri, † 1977)
- Giuseppe Pronio, generale italiano (Introdacqua, n. 1760 - Napoli, † 1804)

## R(6)
- Giuseppe Ragnini, generale italiano (Milano, n. 1896)
- Giuseppe Renaud di Falicon, generale italiano (Biella, n. 1775 - Torino, † 1850)
- Giuseppe Righini di San Giorgio, generale e nobile italiano (Torino, n. 1781 - Torino, † 1871)
- Giuseppe Robolotti, generale e partigiano italiano (Cremona, n. 1885 - Carpi, † 1944)
- Giuseppe Adolfo Roero di Cortanze, generale italiano (Asti, n. 1890 - Asti, † 1976)
- Giuseppe Rosaroll, generale, patriota e saggista italiano (Napoli, n. 1775 - Nauplia, † 1825)

## S(9)
- Giuseppe Federico di Sassonia-Hildburghausen, generale austriaco (Erbach, n. 1702 - Hildburghausen, † 1787)
- Giuseppe Sacchini, generale italiano (Cremona, n. 1778 - Moncalvo, † 1849)
- Giuseppe Amedeo Sallier de la Tour, generale italiano (Chambery, n. 1732 - Torino, † 1820)
- Giuseppe Angelo Saluzzo di Monesiglio, generale e chimico italiano (Saluzzo, n. 1734 - Torino, † 1810)
- Giuseppe Santoro, generale e aviatore italiano (Napoli, n. 1894 - † 1975)
- Giuseppe Santovito, generale italiano (Taranto, n. 1918 - Firenze, † 1984)
- Giuseppe Scarlata Xibilia Platamone, generale e nobile italiano (Siracusa, n. 1773 - Marsiglia, † 1835)
- Giuseppe Maria Solaro della Margherita, generale e scrittore italiano (Mondovì, n. 1644 - Torino, † 1719)
- Giuseppe Sirtori, generale, politico e patriota italiano (Monticello Brianza, n. 1813 - Roma, † 1874)

## T(6)
- Giuseppe Tarcaniota, generale bizantino († 1074)
- Giuseppe Tarditi, generale italiano (Torino, n. 1865 - Roma, † 1942)
- Giuseppe Tavormina, generale italiano (Ribera, n. 1929 - Roma, † 2017)
- Giuseppe Tellera, generale italiano (Bologna, n. 1882 - Agedabia, † 1941)
- Giuseppe Thaon di Revel di Sant'Andrea, generale italiano (Nizza, n. 1756 - Torino, † 1820)
- Giuseppe Antonio Trinchieri di Venanzone, generale italiano (Nizza, n. 1769)

## V(4)
- Giuseppe Vaccaro, generale italiano (Venezia, n. 1916 - Roma, † 2006)
- Giuseppe Valotto, generale italiano (Venezia, n. 1946)
- Giuseppe Venturi, generale italiano (Modena, n. 1854 - Genova, † 1925)
- Giuseppe Ettore Viganò, generale e politico italiano (Tradate, n. 1843 - Firenze, † 1933)

## Z(1)
- Giuseppe Zafarana, generale italiano (Piacenza, n. 1963)